# 레나 카티나
옐레나 세르게예브나 카티나(러시아어: Елена Сергеевна Катина, 1984년 10월 4일~)는 레나 카티나(러시아어: Лена Катина)라는 이름으로 잘 알려진 러시아의 가수로, 걸 그룹 t.A.T.u.의 전 구성원이다.